# Камишев Іван Павлович
Іван Павлович Камишев ( •  7 липня 1925, с. Арте́мівка — пом. 26 січня 1945, Челядзь)  — рядовий Радянської армії, кулеметник 172-го стрілецького полку (13-а стрілецька дивізія, 59-а армія, 1-й Український фронт). Герой Радянського Союзу.

## Біографічні відомості
Народився 7 липня 1925 року у селі Артемівка Печенізького району Харківської області (Україна). Українець. Закінчив 7 класів місцевої школи. Після вступив до ремісничого училища при Електромеханічному заводі в Харкові на спеціальність слюсаря-лекальщика. Однак довчитися не судилося — почалася війна. Харків був окупований гітлерівцями і І. П. Камишев, не встигши евакуюватися, жив в окупованому місті аж до визволення міста 23 серпня 1943 року.
29 вересня 1943 року І. П. Камишева було призвано до лав Радянської армії Сталінським районним військкоматом м. Харкова. З жовтня 1943 року — у складі діючої армії на Центральному фронті. Проходив військову службу на посаді кулеметника. Пізніше його частина була передислокована на Ленінградський фронт. 14 березня 1944 року він отримав поранення, був нагороджений медаллю «За відвагу». Після госпіталю воював на 2-му Прибалтійському фронті, а потім, з 16 грудня 1944 року, — у складі 13-ї стрілецької дивізії 1-го Українського фронту.
Відзначився в Сандомирсько-Сілезькій наступальній операції. 25 січня 1945 року, в боях з гітлерівцями за крупний опорний пункт Климентув, Камишев, оточений в одному з будинків, вогнем ручного кулемета знищив понад 37 німців. 26 січня 1945 року в бою у районі міста Сосновець Катовицького воєводства був у складі групи з п'яти бійців. Першим увірвався до окопу ворога, вибив звідти німців і, переслідуючи супротивника, перерізав шосе. В цей час по ньому рухалася ворожа автоколона. Солдат І. П. Камишев, намагаючись затримати її просування, відкрив вогонь з кулемету. Та зрозумівши, що так він гітлерівців не затримає, зі зв'язкою гранат кинувся під головну машину і підірвав її ціною свого життя. Під час боїв з 22 по 26 січня 1945 року рядовий І. П. Камишев особисто знищив близько 100 гітлерівців.

## Звання, нагороди
Указом Президії Верховної Ради СРСР від 10 квітня 1945 року, за мужність та героїзм в бою з німецько-фашистськими загарбниками, Камишеву Івану Павловичу присвоєно звання Героя Радянського Союзу (посмертно). Нагороджений Орденом Леніна та медаллю «За відвагу».

## Вшанування пам'яті
Похований І. П. Камишев у воїнському похованні східніше міста Челядзь Сосновецького повіту Катовицького воєводства (Польща).
Іменем героя названі вулиці у його рідному селі Артемівці та м. Харкові.
13 березня 2025 року, в м. Харкові, меморіальну дошку Івану Камишеву на одній з будівель в Салтівському районі міста було — демонтовано.